# 加世田郵便局
加世田郵便局（かせだゆうびんきょく）は、鹿児島県南さつま市加世田麓町にある郵便局。民営化前の分類では集配普通郵便局であった。

## 概要
住所：〒897-8799 鹿児島県南さつま市加世田麓町10-1

## 沿革
- 1873年（明治6年）3月1日 - 加世田郵便取扱所として開設[1]。加世田宿で運送業を営んでいた田中儀兵衛が業務にあたった[2]。
- 1875年（明治8年）1月1日 - 加世田郵便局（五等）となる。
- 1885年（明治18年）5月1日 - 貯金取扱を開始。
- 1890年（明治23年）8月1日 - 為替取扱を開始。
- 1897年（明治30年）3月26日 - 加世田郵便電信局となる。
- 1903年（明治36年）4月1日 - 通信官署官制の施行に伴い加世田郵便局となる。
- 1948年（昭和23年） - 加世田駅との間の郵便物受渡が専用自動車化。専用自動車郵便線路「加世田局駅線」が開設される[3]。
- 1957年（昭和32年）5月20日 - 電気通信業務の取扱を加世田電報電話局に移管[4]。
- 1957年（昭和32年）12月1日 - 特定郵便局から普通郵便局に局種別改定[5]。
- 1975年（昭和50年）3月10日 - 鹿児島交通枕崎線を経由する鉄道郵便輸送（伊集院枕崎線）が廃止[6]。専用自動車に転換。
- 1984年（昭和59年）7月 - 局舎新築。
- 1999年（平成11年） - 外国通貨の両替および旅行小切手の売買に関する業務取扱を開始。
- 2007年（平成19年）2月11日 - 津貫郵便局から集配業務を移管[7]。
- 2007年（平成19年）10月1日 - 民営化に伴い、併設された郵便事業加世田支店に一部業務を移管。
- 2012年（平成24年）10月1日 - 日本郵便株式会社発足に伴い、郵便事業加世田支店を加世田郵便局に統合。

## 取扱内容
- 郵便、印紙、ゆうパック、内容証明
- 貯金、為替、振替、振込、国際送金、国債、投資信託
- 生命保険、バイク自賠責保険
- ゆうちょ銀行ATM
- 南さつま市内の一部地域の集配業務
- ゆうゆう窓口

## 周辺
- 南さつま市役所
- 南さつま市立加世田小学校
- 加世田運動公園
- 南さつま中央病院
- 南さつま市立中央図書館
- 南さつま市民会館
- 鹿児島地方法務局南さつま出張所
- 加世田公共職業安定所（ハローワーク加世田）

## アクセス
- 鹿児島交通バス、南さつま市コミュニティバス 麓停留所下車
- 国道270号沿い
- 駐車場あり：17台